# Хай щастить, Чаку!
«Хай щастить, Чаку!» (англ. Good Luck Chuck) — американська романтична кінокомедія 2007 року режисера Марка Гелфріча. У головний ролях знялися Дейн Кук та Джессіка Альба.

## Сюжет
Граючи в «пляшечку» в 1985 році, 10-річний Чарлі «Чак» Логан відмовляє дівчинці-готці Аніші Карпентер. У відповідь вона проклинає його, щоб кожна його дівчина була вірна лише наступному коханцю.
Ставши дорослим, Чак — успішний стоматолог, веде практику в офісі навпроти клініки пластичної хірургії свого найкращого друга Ст'ю. Під час сексуальної близькості зі своєю дівчиною Керол, Чак не може відповісти, що теж її кохає, що спонукає її негайно покинути Чака.
Ст'ю та Чак відвідують весілля однієї з колишніх Чакових дівчат, Кеті. Вона зазначає, що Чак приніс їй щастя, що викликає інтерес у його сусідок по столу. Він закохується в Кем Векслер, незграбну, проте гарну і добру дослідницю пінгвінів.
Наступного дня в офіс до Чака приходить багато жінок. Одна хоче переспати з ним, але він отримує екстрений дзвінок від Кем, яка зламала зуб під час нещасного випадку на виставці пінгвінів. Чак виправляє їй зуб, але замість того, щоб прийняти гроші, він запрошує її на вечерю, проте Кем відмовляється. Він повертається додому і виявляє, що його секретарка Реба починає залицятися до нього, сподіваючись, що він принесе їй удачу з одруженням.
Ст'ю заохочує Чака займатися «сексом без почуття провини» з його клієнтками. Однак він розуміє, що кохає Кем і запрошує її на побачення. Їхні стосунки поглиблюються, але коли Ст'ю телефонує йому і каже, що кожна жінка, з якою Чак спав, вийшла заміж, Чак усвідомлює, що прокляття реальне і він не буде з Кем.
Тоді Ст'ю радить перевірити прокляття на негарній огрядній Елеонор. Помітивши, що вона ні з ким не зустрічається, Чак займається з нею сексом, а потім змушує Ст'ю запросити її на побачення. Тим часом Чак вдає, що хворий, тому підтримує стосунки з Кем на відстані через телефон та відеозв'язок. Елеонор не закохалася в Ст'ю, тож Чак поспішає до Кем, і вони займаються сексом.
Але наступного ранку Чак бачить по телевізору, як Елеонор щасливо цілується з іншим чоловіком. Стурбований тим, що Кем тепер знайде своє справжнє кохання, він зумисне погано поводиться з нею, щоб Кем його покинула: заважає її друзям і вдирається до вольєра з пінгвінами.
Під час розмови з Ребою Чак бачить пляшку, що обертається на землі, та вирішує розшукати Анішу, щоб вона зняла прокляття. Аніша вже одружена і визнає, що її закоханість у Чака в школі була тимчасовою і несерйозною. Чак просить Анішу зняти прокляття, але вона наполягає, що не володіє ніякого магічною силою.
Чак домовляється з Кем про зустріч з Говардом Блейном, експертом з пінгвінів та автором, яким вона захоплюється. Пізніше Ст'ю та його наречена Лара (в якої троє грудей) кажуть йому, що Кем прямує до Антарктиди з Говардом. Чак застає її в літаку та благає не летіти, але Кем пояснює, що Говард вже одружений.
Чак залишає Кем скриньку з камінчиком, натякаючи на залицяння пінгвінів. Вона телефонує йому, вони зустрічаються і цілуються. Тим часом Аніша дістає свою стару скриньку з окультними речами та виймає шпильку з ляльки вуду Чака. Через рік Чак і Кем разом в Антарктиді дивляться на південне сяйво в оточенні пінгвінів.
Під час титрів Ст'ю та Лара, які доглядають за будинком Чака, знаходять секс-відео, на якому Кем збуджується від того, як Чак грається з іграшковим пінгвіном.

## Акторський склад
| Актор           | Роль                        |
| --------------- | --------------------------- |
| Дейн Кук        | Чак (Чарльз Логан)          |
| Коннор Прайс    | Чак (в юнності)             |
| Джессіка Альба  | Кем                         |
| Ден Фоґлер      | Стюарт                      |
| Трой Гентіл     | Стюарт (в юнності)          |
| Челан Сіммонс   | Керол                       |
| Лонні Росс      | Джой Векслер                |
| Еллія Інгліш    | Реба                        |
| Енні Вуд        | Лара                        |
| Джоді Стюарт    | Елеанор Скіппл              |
| Мішель Гаррісон | Аніша Карпентер             |
| Саша Пітерс     | Аніша Карпентер (в юнності) |
| Джодель Ферланд | Ліла Карпентер              |
| Ліндсі Максвел  | МакТітті                    |
| Крістал Лоу     | подруга Кем                 |
| Стів Бачич      | Говард Блейн                |

## Сприйняття
Критики погано сприйняли фільм. Згідно з Rotten Tomatoes, лише 5 % критиків дали йому позитивні відгуки. Консенсусна думка експертів сайту стверджує: «Нестача сміху та прихована течія злості підривають авторитет фільму „Хай щастить, Чаку!“, марнуючи пристойну передумову на огидний гумор та пошарпаний фарс». На Metacritic фільм має середній бал 19 зі 100, що свідчить про «переважне несхвалення».